# 化物語
《化物語》是西尾維新的輕小說作品。《物語系列》的第1作，《講談社BOX》的創刊連載作品 。台灣插畫家VOFAN負責插畫。2009年改編電視動畫，2012年授權電子遊戲（PSP）。
本作獲得「這本輕小說真厲害！」票選活動的2009年第6位及2010年第2位。由漫畫家大暮維人改編的漫畫版從2018年3月至2023年3月在《週刊少年Magazine》上連載。

## 概要
《化物語》是一部以21世紀初的日本為背景，描述高中生阿良良木曆和一些與「怪異」有關的少女邂逅，並解決怪異事件的故事。全書夾雜不同人物的第一視角與長篇對話，是重要特色。
全書分上下2冊，上冊最初在（講談社）的2005年9月號至2006年5月號連載，涵蓋第一話至第三話。下冊直接在《講談社BOX》出版，涵蓋第四話～第五話。關於封面上的人物，上冊為戰場原黑儀、下冊為羽川翼。

## 故事簡介
高中三年級學生・阿良良木曆在5月的某天，在學校意外得知同班兩年、從未對話的同學戰場原黑儀的秘密。那就是她身上幾乎沒有體重。
得知秘密的當天，曆在放學時間遭到黑儀充滿獵奇的威脅，後者要求他保守秘密。曆提議黑儀合作解決問題。根據黑儀的說法，兩年前她遭遇一隻不可思議的螃蟹後，全部的體重就被拿走了。
事實上，曆也曾經遭遇怪異，當時是藉由忍野咩咩這位男性的力量，來化解危機。為了黑儀，曆重回咩咩居住的廢棄補習班大樓，與他商談。根據咩咩所說，奪走黑儀體重的螃蟹也是怪異，藉由咩咩的力量，黑儀與那隻螃蟹再度相會，著手解決怪異纏身背後的真正問題，也就是她所封印的有關自己過去的黑暗秘密......

## 主要人物
阿良良木曆
聲：神谷浩史
本作主角。私立直江津高中三年級的男學生。由於春假時被吸血鬼吸血後，擁有快速的自癒能力。
戰場原黑儀
聲：齋藤千和
第一話的女主角。曆的同學，但沒有朋友。體育課時總是休息。其實是相當刻薄的毒舌家，也是自認與公認的傲嬌。最初，曆形容她為「凍土帶」。
羽川翼
聲：堀江由衣
曆與黑儀班級的班長。成績優秀，品行端正，彷彿是畫中描繪的優等生。她的問題在第五話被描述。髮型是兩條三股辮子。
忍野咩咩
聲：櫻井孝宏
怪異、妖怪變化問題的專家。穿著輕薄略髒的襯衫。在各地一邊流浪一邊收集著奇譚異事。
忍野忍
聲：坂本真綾（動畫版）/ 平野綾（《佰物语》/广播剧版）
遭遇曆之後被限制的吸血鬼。外表是8歲的金髮少女，戴著附風鏡的頭盔。由於忍吸過曆的血，因此只要再對曆吸血就能取回力量。對曆有許多想法，但從不說出口。
八九寺真宵
聲：加藤英美里
第二話登場的迷路小學生。髮型是成對的雙馬尾，總是背著雙肩背包。常常故意咬錯字，以此戲弄曆。
神原駿河
聲：澤城美雪
第三話登場的直江津高中二年二班的女學生，中學以來就是黑儀的學妹。身為有籃球隊隊長有驚人的運動能力。與講話刻薄的黑儀相反，擅長讚美別人。左腕纏著繃帶。
千石撫子
聲：花澤香菜
第四話登場的中學二年級少女。與曆的妹妹月火是同校同級生，小學時是同班同學。極度怕羞的人。
阿良良木火憐、阿良良木月火
聲：喜多村英梨、井口裕香
曆的妹妹，分別為中學三年級與二年級學生，擁有「栂之木二中的火焰姊妹」的通稱。每天叫喚睡懶覺的曆。

## 出版書籍

### 小說
小說由讲谈社BOX叢書發行。
| 冊數 | 講談社        | 講談社                 | 尖端出版      | 尖端出版               | 上海文艺出版社 | 上海文艺出版社         | 人民文学出版社 | 人民文学出版社         | 收錄章節                                                       |
| 冊數 | 發售日期      | ISBN                   | 發售日期      | ISBN                   | 發售日期       | ISBN                   | 發售日期       | ISBN                   | 收錄章節                                                       |
| ---- | ------------- | ---------------------- | ------------- | ---------------------- | -------------- | ---------------------- | -------------- | ---------------------- | -------------------------------------------------------------- |
| 上   | 2006年11月1日 | ISBN 978-4-06-283602-5 | 2010年7月28日 | ISBN 978-957-10-4309-8 | 2015年1月1日   | ISBN 978-7-5321-5314-5 | 2021年6月1日   | ISBN 978-7-02-016965-8 | 第一章：「黑儀螃蟹」 第二章：「真宵蝸牛」 第三章：「駿河猴子」 |
| 下   | 2006年12月1日 | ISBN 978-4-06-283607-4 | 2011年2月11日 | ISBN 978-957-10-4310-4 | 2015年1月1日   | ISBN 978-7-5321-5312-1 | 2020年6月1日   | ISBN 978-7-02-016966-5 | 第四章：「撫子蛇」 第五章：「翼貓」                            |

### 漫畫
| 冊數 | 講談社         | 講談社                 | 講談社                 | 東立出版社     | 東立出版社             | 東立出版社     | 東立出版社             |
| 冊數 | 發售日期       | 通常版 ISBN            | 特裝版 ISBN            | 發售日期       | 首刷限定版 EAN/ISBN    | 發售日期       | 通常版 ISBN            |
| ---- | -------------- | ---------------------- | ---------------------- | -------------- | ---------------------- | -------------- | ---------------------- |
| 1    | 2018年6月15日  | ISBN 978-4-06-511617-3 | ISBN 978-4-06-512056-9 | 2019年4月1日   | EAN 471-0945-55934-6   | 2019年5月15日  | ISBN 978-957-26-2545-3 |
| 2    | 2018年8月17日  | ISBN 978-4-06-512333-1 | ISBN 978-4-06-512334-8 | 不適用         | 不適用                 | 2019年5月6日   | ISBN 978-957-26-2546-0 |
| 3    | 2018年11月16日 | ISBN 978-4-06-513313-2 | ISBN 978-4-06-513314-9 | 2019年8月9日   | EAN 471-0945-56013-7   | 2019年8月16日  | ISBN 978-957-26-2547-7 |
| 4    | 2019年1月17日  | ISBN 978-4-06-513938-7 | ISBN 978-4-06-513939-4 | 2019年9月6日   | EAN 471-0945-56014-4   | 2019年9月12日  | ISBN 978-957-26-2548-4 |
| 5    | 2019年4月17日  | ISBN 978-4-06-514889-1 | ISBN 978-4-06-514890-7 | 不適用         | 不適用                 | 2019年10月8日  | ISBN 978-957-26-3244-4 |
| 6    | 2019年7月17日  | ISBN 978-4-06-515314-7 | ISBN 978-4-06-515315-4 | 2019年11月29日 | EAN 471-0601-04029-4   | 2019年12月6日  | ISBN 978-957-26-3801-9 |
| 7    | 2019年10月17日 | ISBN 978-4-06-517166-0 | ISBN 978-4-06-517163-9 | 2020年3月5日   | EAN 471-0601-04161-1   | 2020年3月9日   | ISBN 978-957-26-4409-6 |
| 8    | 2020年2月17日  | ISBN 978-4-06-518172-0 | ISBN 978-4-06-518173-7 | 2020年7月2日   | EAN 471-0601-04246-5   | 2020年7月9日   | ISBN 978-957-26-5019-6 |
| 9    | 2020年5月15日  | ISBN 978-4-06-518853-8 | ISBN 978-4-06-518852-1 | 2020年9月10日  | EAN 471-0601-04312-7   | 2020年9月17日  | ISBN 978-957-26-5331-9 |
| 10   | 2020年8月17日  | ISBN 978-4-06-520334-7 | ISBN 978-4-06-520335-4 | 2020年12月10日 | EAN 471-0601-04358-5   | 2020年12月17日 | ISBN 978-957-26-5718-8 |
| 11   | 2020年11月17日 | ISBN 978-4-06-521256-1 | ISBN 978-4-06-521257-8 | 2021年4月12日  | ISBN 978-957-26-6728-6 | 2021年4月19日  | ISBN 978-957-26-6124-6 |
| 12   | 2021年2月17日  | ISBN 978-4-06-522070-2 | ISBN 978-4-06-522071-9 | 2021年9月2日   | ISBN 978-957-26-7395-9 | 2021年9月9日   | ISBN 978-957-26-6682-1 |
| 13   | 2021年5月17日  | ISBN 978-4-06-523142-5 | ISBN 978-4-06-523145-6 | 2021年10月7日  | ISBN 978-957-26-7527-4 | 2021年10月14日 | ISBN 978-957-26-7145-0 |
| 14   | 2021年8月17日  | ISBN 978-4-06-524481-4 | ISBN 978-4-06-524501-9 | 2021年12月17日 | ISBN 978-957-26-7979-1 | 2021年12月24日 | ISBN 978-957-26-7674-5 |
| 15   | 2021年11月17日 | ISBN 978-4-06-526005-0 | ISBN 978-4-06-526004-3 | 2022年5月5日   | ISBN 978-957-26-8776-5 | 2022年5月12日  | ISBN 978-957-26-8247-0 |
| 16   | 2022年2月17日  | ISBN 978-4-06-526895-7 | ISBN 978-4-06-526898-8 | 2022年8月1日   | ISBN 978-957-26-9646-0 | 2022年8月8日   | ISBN 978-957-26-8843-4 |
| 17   | 2022年5月17日  | ISBN 978-4-06-527912-0 | ISBN 978-4-06-527919-9 | 2022年9月15日  | ISBN 978-957-26-9923-2 | 2022年9月22日  | ISBN 978-957-26-9509-8 |
| 18   | 2022年8月17日  | ISBN 978-4-06-528659-3 | ISBN 978-4-06-528660-9 | 2022年12月9日  | ISBN 978-626-347-247-1 | 2022年12月16日 | ISBN 978-626-347-160-3 |
| 19   | 2022年11月17日 | ISBN 978-4-06-529635-6 | ISBN 978-4-06-529634-9 | 2023年5月29日  | ISBN 978-626-360-506-0 | 2023年5月31日  | ISBN 978-626-347-874-9 |
| 20   | 2023年1月17日  | ISBN 978-4-06-530347-4 | ISBN 978-4-06-530340-5 | 2023年7月13日  | ISBN 978-626-360-507-7 | 2023年7月20日  | ISBN 978-626-360-287-8 |
| 21   | 2023年3月16日  | ISBN 978-4-06-530921-6 | ISBN 978-4-06-530928-5 | 2023年9月14日  | ISBN 978-626-360-804-7 | 2023年9月21日  | ISBN 978-626-360-773-6 |
| 22   | 2023年5月17日  | ISBN 978-4-06-531575-0 | ISBN 978-4-06-531569-9 | 2023年11月23日 | ISBN 978-626-372-928-5 | 2023年11月30日 | ISBN 978-626-372-099-2 |

## 動畫
2009年，講談社宣佈啟動《西尾維新動畫PROJECT》，本作系列第一部《化物語》與《刀語》分別展開改編為動畫的計劃。同年7月3日至9月25日開始，《化物語》動畫正式在UHF系、BS JAPAN、AT-X與TOKYO MX放映全15話，其中1至12話於各個電視台播放，13至15話則通過官方網站播放。
因應原作有大量並非呈現場景的語句，製作團隊決定不採用傳統動畫編劇，而是由分鏡和演出團隊先決定就著原作內容如何呈現畫面和滲入特殊手法，再起用有劇本經驗的編輯確認擷取內容如何符合每集配音和播放要求。此做法讓團隊改篇時不會過度偏離原作節奏和細節的精髓，所以後期多項Aniplex動畫企劃都有所跟隨。不過製作中期曾出現作畫進度無法趕及的問題，狀況可見於播放第5話後插入總集篇、第10話出現過多文字兼用卡、以至網絡話數之播放日期相差甚遠等。然而，有關狀況無阻本作牽起熱潮，並創下了多項電視動畫作品之影碟銷售紀錄，同時間接束成了原作系列第二季的出現。

### 製作人員
- 原作：西尾維新「化物語」（講談社BOX）
- 角色原案：VOFAN
- 企劃：夏目公一朗（Aniplex）、入江祥雄（講談社）
- 監督：新房昭之
- 系列導演：尾石達也
- 系列構成：東富耶子、新房昭之
- 角色設計、總作畫監督：渡邊明夫
- 製作設計：武内宣之
- 美術監督：飯島壽治
- 色彩設計：瀧澤泉
- 視覺效果：酒井基
- 攝影監督：會津孝幸、江藤慎一郎
- 剪接：松原理惠
- 音響監督：鶴岡陽太
- 音樂：神前曉
- 音樂製作：Aniplex
- 製片人：岩上敦宏（Aniplex）、針生雅行（講談社）、久保田光俊（SHAFT）
- 總監：太田克史
- 動畫製作：SHAFT
- 製作：Aniplex、講談社、SHAFT

### 主題曲
片頭曲
「staple stable」 （釘書針的穩重）
播放：電視版第2、6－7、11－12話；影碟版第1－2、12話
作詞：meg rock，作曲、編曲：神前曉，主唱：戰場原黑儀（齋藤千和）
導演：尾石達也
（回家的路）
播放：電視版第4話；影碟版第3－5話
作詞：meg rock，作曲、編曲：神前曉，主唱：八九寺真宵（加藤英美里）
導演：板垣伸
「ambivalent world」（矛盾的世界）
播放：電視版第8話；影碟版第6－8話）
作詞：meg rock，作曲、編曲：神前曉，主唱：神原駿河（澤城美雪）
導演：鈴木利正
（戀愛循環）
播放：電視版第10話；影碟版第9－10話
作詞：meg rock，作曲、編曲：神前曉，主唱：千石撫子（花澤香菜）
導演：大沼心
「sugar sweet nightmare」（糖衣惡夢）
真人版播放：網絡版第14－15話；影碟版第11、13話
動畫版播放：網絡版第15話；影碟版第14－15話
作詞：meg rock，作曲、編曲：神前曉，主唱：羽川翼（堀江由衣）
導演：尾石達也
片尾曲（你不知道的故事）
作詞、作曲、編曲：ryo，主唱：nagi
動畫製作：上田創

### 各話列表
| 話數   | 日文標題 | 中文標題        | 劇本             | 分鏡              | 演出 （協力）                      | 作畫監督 （補助／協力）                                                              | 結尾贊助插畫     |
| ------ | -------- | --------------- | ---------------- | ----------------- | ---------------------------------- | ------------------------------------------------------------------------------------ | ---------------- |
| 第1話  |          | 黑儀螃蟹 其之壹 | 木澤行人         | 武内宣之          | 宮本幸裕 尾石達也                  | 渡邊明夫                                                                             | VOFAN            |
| 第2話  |          | 黑儀螃蟹 其之貳 | 木澤行人         | 武内宣之          | 板村智幸                           | 渡邊明夫、杉山延寛                                                                   |                  |
| 第3話  |          | 真宵蝸牛 其之壹 | 木澤行人         | 武内宣之          | 板村智幸                           | 武内宣之                                                                             | 小林盡           |
| 第4話  |          | 真宵蝸牛 其之貳 | 木澤行人         | 武内宣之          | 德本義信                           | 北崎正浩、武内宣之 杉山延寛、岩崎大輔 村上、水上                                     | 吉河美希         |
| 第5話  |          | 真宵蝸牛 其之叁 | 木澤行人         | 武内宣之          | 美甘義人                           | 武内宣之                                                                             | 真島浩           |
| 總集篇 |          | 化物語特別篇    | （詳見第1－5話） | （詳見第1－5話）  | （詳見第1－5話）                   | （詳見第1－5話）                                                                     | （詳見第1－5話） |
| 第6話  |          | 駿河猴子 其之壹 | 木澤行人         | 福田道生 尾石達也 | 福多潤                             | 野田惠、竹森由加 石田啓一、八代                                                      | 衿沢世衣子       |
| 第7話  |          | 駿河猴子 其之貳 | 中本宗應         | 尾石達也          | 鈴木利正 （板村智幸）              | 杉山延寛 岩崎大輔、水上                                                              | 小夏鈍帆         |
| 第8話  |          | 駿河猴子 其之叁 | 中本宗應         | 福田道生 尾石達也 | 尾石達也 （鈴木利正） （板村智幸） | 渡邊明夫 （杉山延寛、岩崎） （水上、村上）                                           | 冰川碧流（）     |
| 第9話  |          | 撫子蛇 其之壹   | 中本宗應         | 杉山延寛          | 大沼心                             | 竹森由加、長谷川享雄 石田啓一、八代 野田惠 （杉山延寛、武内宣之） （岩崎大輔、水上） | 今日町子         |
| 第10話 |          | 撫子蛇 其之貳   | 中本宗應         | 蒼井啓            | 美甘義人                           | 岩崎大輔、渡邊明夫                                                                   |                  |
| 第11話 |          | 翼貓 其之壹     | 木澤行人         | 板村智幸          | 板村智幸                           | 渡邊明夫、杉山延寛 （武内宣之、伊藤良明） （水上、岩崎大輔） （直谷、村上）          | 西島大介         |
| 第12話 |          | 翼貓 其之貳     | 木澤行人         | 板村智幸          | 尾石達也 鈴木利正                  | 渡邊明夫                                                                             | 上田創（）       |
| 第13話 |          | 翼貓 其之叁     | 木澤行人         | 鈴木利正          | 鈴木利正                           | 渡邊明夫 （潮月一也、村上） （高野晃久）                                             | 撫子凛           |
| 第14話 |          | 翼貓 其之肆     | 木澤行人         | 板村智幸          | 板村智幸                           | 石丸賢一、渡邊明夫 岩崎大輔 （佐藤玲子、渡部桂太）                                   | 中村光           |
| 第15話 |          | 翼貓 其之伍     | 木澤行人         | 尾石達也          | 尾石達也                           | 渡邊明夫、岩崎大輔                                                                   | 渡邊明夫         |

### 播放電視台
日本深夜動畫：下文記載的日本国内播放時間使用日本標準時間（UTC+9）表示。因為部分時間标识會採用30小时制，因此請留意这类超过24:00的时间，其實際播放時間為翌日清晨。
| 放送地域   | 放送局      | 放送期間                | 放送日時                   | 放送系列  | 備考                                        |
| ---------- | ----------- | ----------------------- | -------------------------- | --------- | ------------------------------------------- |
| 東京都     | TOKYO MX    | 2009年7月3日 - 9月25日  | 星期五 23時00分 - 23時30分 | 獨立UHF局 |                                             |
| 近畿廣域圏 | 毎日放送    | 2009年7月4日 - 9月26日  | 星期六 25時58分 - 26時28分 | TBS系列   | 沒有播出化物語SP                            |
| 埼玉縣     | 埼玉電視台  | 2009年7月5日 - 9月27日  | 星期日 24時00分 - 24時30分 | 獨立UHF局 |                                             |
| 神奈川縣   | tvk         | 2009年7月5日 - 8月30日  | 星期日 26時30分 - 27時00分 | 獨立UHF局 | 因為播放特別節目， 9月份改為提前30分鐘放送  |
| 神奈川縣   | tvk         | 2009年9月6日 - 9月27日  | 星期日 26時00分 - 26時30分 | 獨立UHF局 | 因為播放特別節目， 9月份改為提前30分鐘放送  |
| 愛知縣     | 愛知電視台  | 2009年7月7日 - 9月29日  | 星期二 26時28分 - 26時58分 | TXN       |                                             |
| 千葉縣     | 千葉電視台  | 2009年7月7日 - 9月29日  | 星期二 26時30分 - 27時00分 | 獨立UHF局 |                                             |
| 福岡縣     | TVQ九州放送 | 2009年7月8日 - 9月30日  | 星期三 26時38分 - 27時08分 | TXN       |                                             |
| 北海道     | TV北海道    | 2009年7月9日 - 10月1日  | 星期四 26時30分 - 27時00分 | TXN       |                                             |
| 日本全域   | BS JAPAN    | 2009年7月12日 - 10月4日 | 星期日 24時00分 - 24時30分 | TXN       | BS數位放送                                  |
| 日本全域   | AT-X        | 2009年8月7日 - 10月30日 | 星期五 11時30分 - 12時00分 | TXN       | 東京電視台所屬CS衛星放送頻道， 設有重播時段 |

### 網路播放
| 播放地區 | 播放電視台             | 播放話數 | 播放日期                      | 首播時間  | 備註     |
| -------- | ---------------------- | -------- | ----------------------------- | --------- | -------- |
| 日本全域 | 化物語電視動畫官方網站 | 第拾参話 | 2009年11月3日 - 2010年2月23日 | 10:56更新 | 免費收看 |
| 日本全域 | 化物語電視動畫官方網站 | 第拾肆話 | 2010年2月23日 - 2010年3月16日 | 20:53更新 | 免費收看 |
| 日本全域 | 化物語電視動畫官方網站 | 第拾伍話 | 2010年6月25日 - 2010年7月16日 | 23:50更新 | 免費收看 |

### DVD、BD
在影碟特典中，收錄了有關系列的完整版主題曲、聲優們的後記談話、以及由原作者西尾維新特別編撰的幕後講評副音軌。在業界普遍安排幕後真身分享製作秘話的副音軌中，本作為少數讓聲優繼續代入劇中角色，以接近廣播劇的形式演繹有連貫劇情的全片講評。
| 卷數   | 標題                    | 收錄話數 | 發售日期       | 幕後講評登場人物                        | 後日談登場聲優             | 附贈CD                                       |
| ------ | ----------------------- | -------- | -------------- | --------------------------------------- | -------------------------- | -------------------------------------------- |
| 第一卷 | 黑儀螃蟹                | 1-2      | 2009年9月30日  | 羽川翼、战场原黑仪                      | 神谷浩史、齋藤千和         | staple stable                                |
| 第二卷 | 真宵蝸牛                | 3-5      | 2009年10月28日 | 羽川翼、八九寺真宵                      | 神谷浩史、加藤英美里       | 帰り道                                       |
| 第三卷 | 駿河猴子                | 6-8      | 2009年11月25日 | 战场原黑仪、神原駿河                    | 齋藤千和、澤城美雪         | ambivalent world                             |
| 第四卷 | 撫子蛇                  | 9-10     | 2010年1月27日  | 忍野咩咩、千石撫子                      | 神谷浩史、花澤香菜         | 恋愛サーキュレーション                       |
| 第五卷 | 翼貓（上）              | 11-13    | 2010年2月24日  | 羽川翼、千石撫子 战场原黑仪、八九寺真宵 | 神谷浩史、堀江由衣         | sugar sweet nightmare 化物語劇伴音楽集其ノ壹 |
| 第六卷 | 翼貓（下）              | 14-15    | 2010年7月28日  | 羽川翼、神原駿河 阿良良木暦             | 神谷浩史、堀江由衣         | 化物語劇伴音樂集其之貮                       |
| BD-BOX | 化物語 Blu-ray Disc Box | 1-15     | 2011年12月21日 | 與BD第一卷至第六卷內容相同              | 與BD第一卷至第六卷內容相同 | -                                            |

- 《化物語》在第二屆DEG日本獎/藍光獎獲得使用者特別獎[97][98]。

## 游戏
2012年8月23日，由Dimps制作，万代南梦宫发行的PSP游戏《化物語 Portable》发售。该作的游戏类型是「過剰妄想MAD会話劇」，全程语音，角色设计由渡辺明夫担任。
发售前，《Fami通》的评分为6/6/4/7（合计23点），是罕见的不及格游戏；《電撃PlayStation》的评价为B级。
发售后，该作在亚马逊等网站得到大量差评，限定版迅速值崩，首周销量约为34500。

## 外部連結
- 電視動畫官方網站 （页面存档备份，存于） （日語）
- 電視動畫官方網站（MBS） （页面存档备份，存于） （日語）
- 西尾維新動畫網站 （页面存档备份，存于） （日語）
- 官方博客资讯（日語）